# Stiftsmuseum der Stadt Aschaffenburg
Das Stiftsmuseum der Stadt Aschaffenburg ist ein Museum der Stadt Aschaffenburg für Vor- und Frühgeschichte, Kunst des Mittelalters, der Renaissance und des Barock. Es liegt auf einem Hügel in der Altstadt und ist durch einen romanischen Kreuzgang baulich mit der Stiftskirche  St. Peter und Alexander verbunden.

## Geschichte

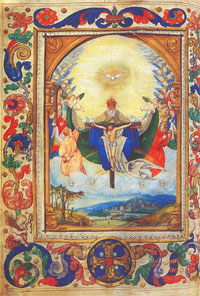
Gnadenstuhl über Landschaft schwebend, aus Missale festivum, 1533 von Nikolaus Glockendon, Teil des Stiftschatzes

Der Westflügel des ehemaligen Stiftskapitelhauses bestand ursprünglich aus zwei Gebäudeteilen, errichtet auf dem Untergeschoss (heute Museumseingang und hinter der Freitreppe) wohl aus der Gründungszeit (zweite Hälfte des 10. Jahrhunderts). Im 14. Jahrhundert wurde der traufständige Teil mit dem giebelständigen Teil (Nordwestecke) des Hauses Zum Sonnenberg, des Sitzes des Stiftsschenken, vereinigt und 1480 auf heutige Traufhöhe aufgestockt und mit einem Treppengiebel versehen. Außerdem wurde eine Terrasse mit Steinkanzel (Pilgerkanzel) errichtet. 1621 und 1720 wurden Teile der Anlage umgebaut.
Im Untergeschoss des Ostflügels befand sich die Michaelskapelle aus der Mitte des 13. Jahrhunderts, über der 1561 die Stiftsschule errichtet wurde. 
Mit dem Haus des Stiftsschenken im Norden und der Stiftskirche St. Peter und Alexander im Süden umschließt die Anlage den zwischen 1220 und 1275 entstandenen romanischen Kreuzgang. 
Nach der Säkularisation war das Stiftskapitelhaus des Kollegiatstifts St. Peter und St. Alexander (957 erstmals erwähnt) 1804 erst Stiftsarchiv und Stiftbücherei, ab 1808 Standort der gesamten fürstprimatischen
Archive, ab 1839 Zeichenschule für die Studienanstalten, 1848 Sitz des Bezirksgerichts. Seit 1861 befindet sich das 1854 gegründete städtische Museum im ehemaligen Stiftskapitelhaus. 
Nach den Zerstörungen des Zweiten Weltkriegs wurde 1949 mit der Rückführung der ausgelagerten Bestände begonnen. Das Stiftsmuseum diente in dieser Zeit auch als Ausweichdomizil für Ausstellungen anderer Sammlungen. 1957 fand die Jubiläumsausstellung Aus 1000 Jahren Stift und Stadt Aschaffenburg statt. Zwischen 1985 und 1994 erfolgten umfangreiche Sanierungsmaßnahmen an den Gebäuden.

## Sammlungsschwerpunkte
Gezeigt werden archäologische Funde von der Jungsteinzeit, der Römerzeit bis ins Mittelalter. Erwähnenswert ist die beachtliche Sammlung römischer Funde aus den Limeskastellen am Untermain mit einem eingerichteten Lapidarium. Präsentiert werden auch reiche Bodenfunde aus alemannischen und fränkischen Reihengräbern des 6. bis 8. Jahrhunderts. 

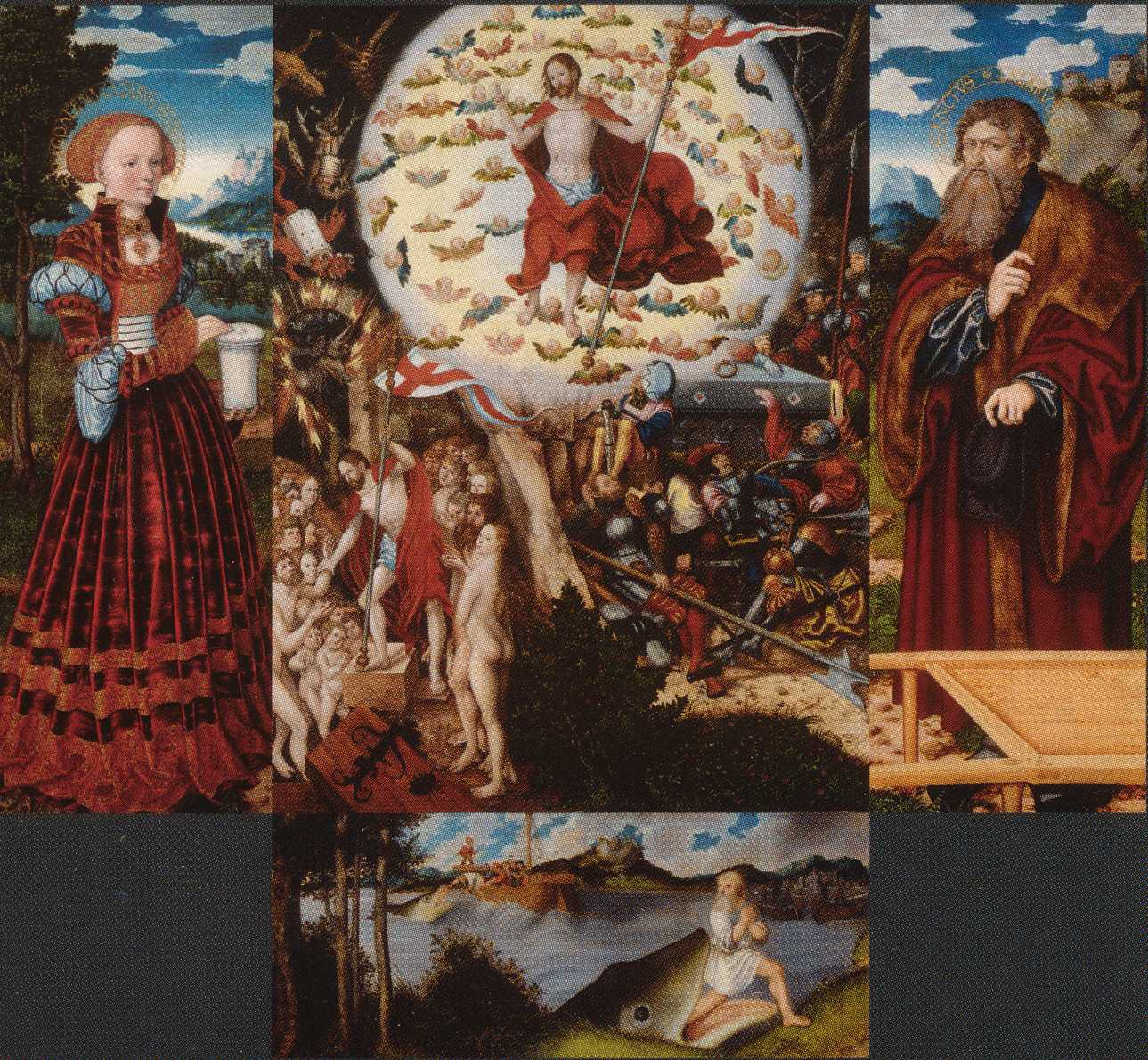
Rekonstruktion des Magdalenenaltars aus der Werkstatt Lucas Cranach d. Ä. (Stiftsschatz)

Bedeutend sind auch die erhaltenen historischen Räume des Stifts: der Kapitelsaal des 12./13. Jahrhunderts, der „Gotische Saal“ (13. Jahrhundert), der „Paramentenraum“ mit einer farbigen Stuckdecke aus dem Jahr 1723 sowie der ehemalige Stiftskarzer, das Kanonikerzimmer und der neue Kapitelsaal, in dem Teile der originalen Ausstattung aus der Zeit um 1620 zu sehen sind.
Seit November 2009 werden auch der Stiftsschatz von St. Peter und Alexander und der berühmte Magdalenenaltar aus der Werkstatt Lucas Cranachs des Älteren dauerhaft ausgestellt. Darunter befinden sich neben sakralen Schatzkammer-Objekten auch das wohl älteste Spielbrett in Deutschland, das so genannte „Schachbrett des Heiligen Rupert“.

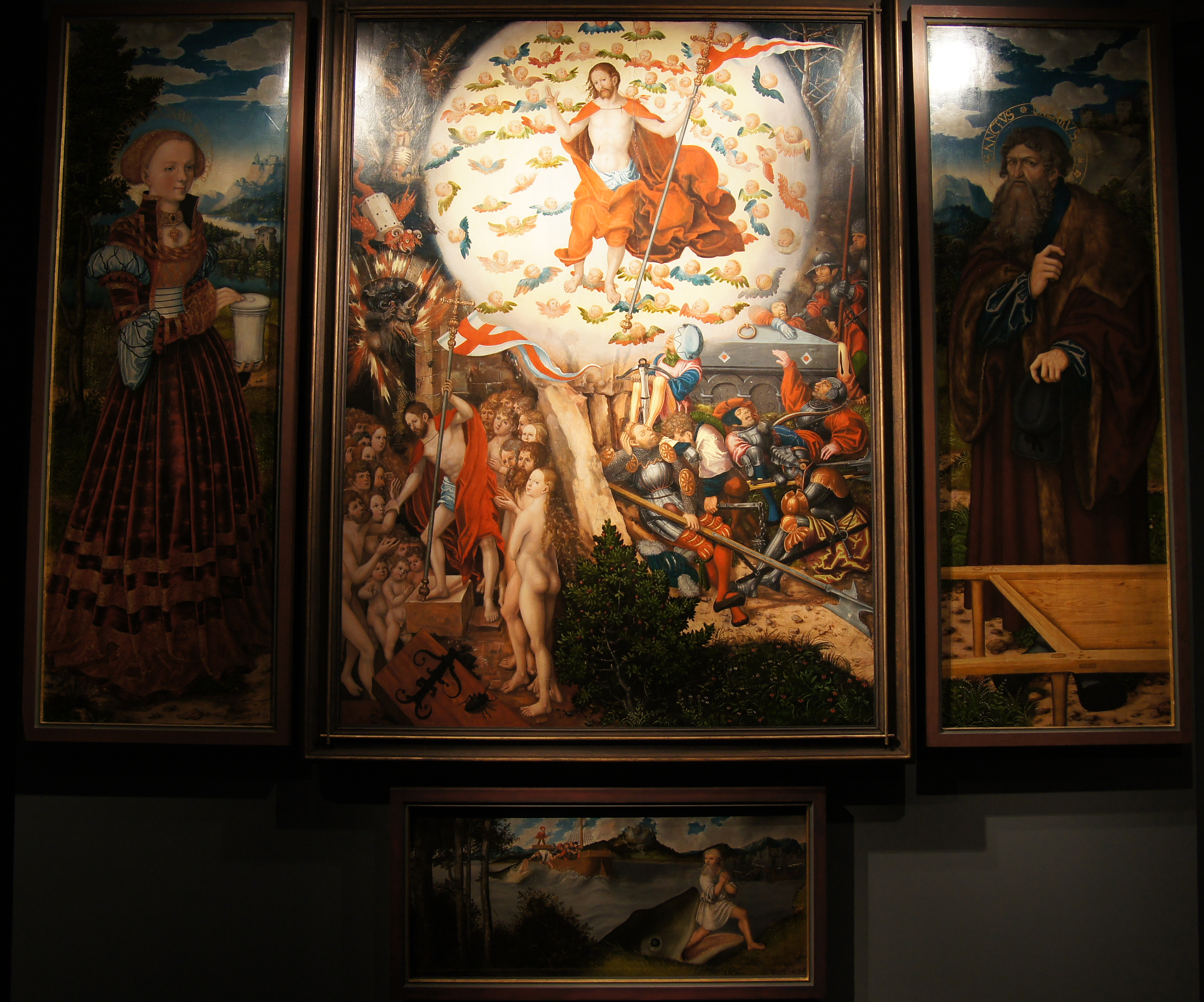
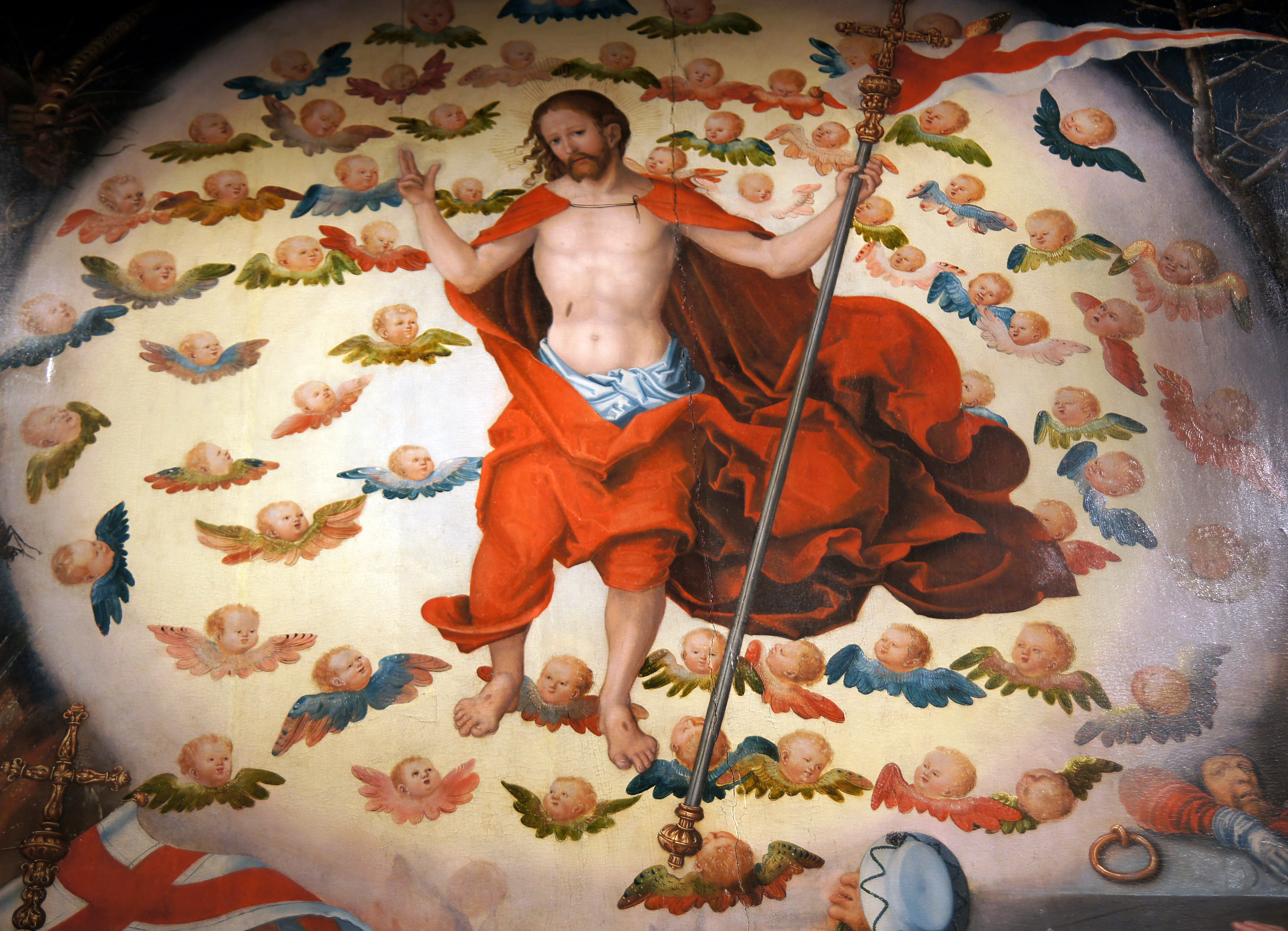
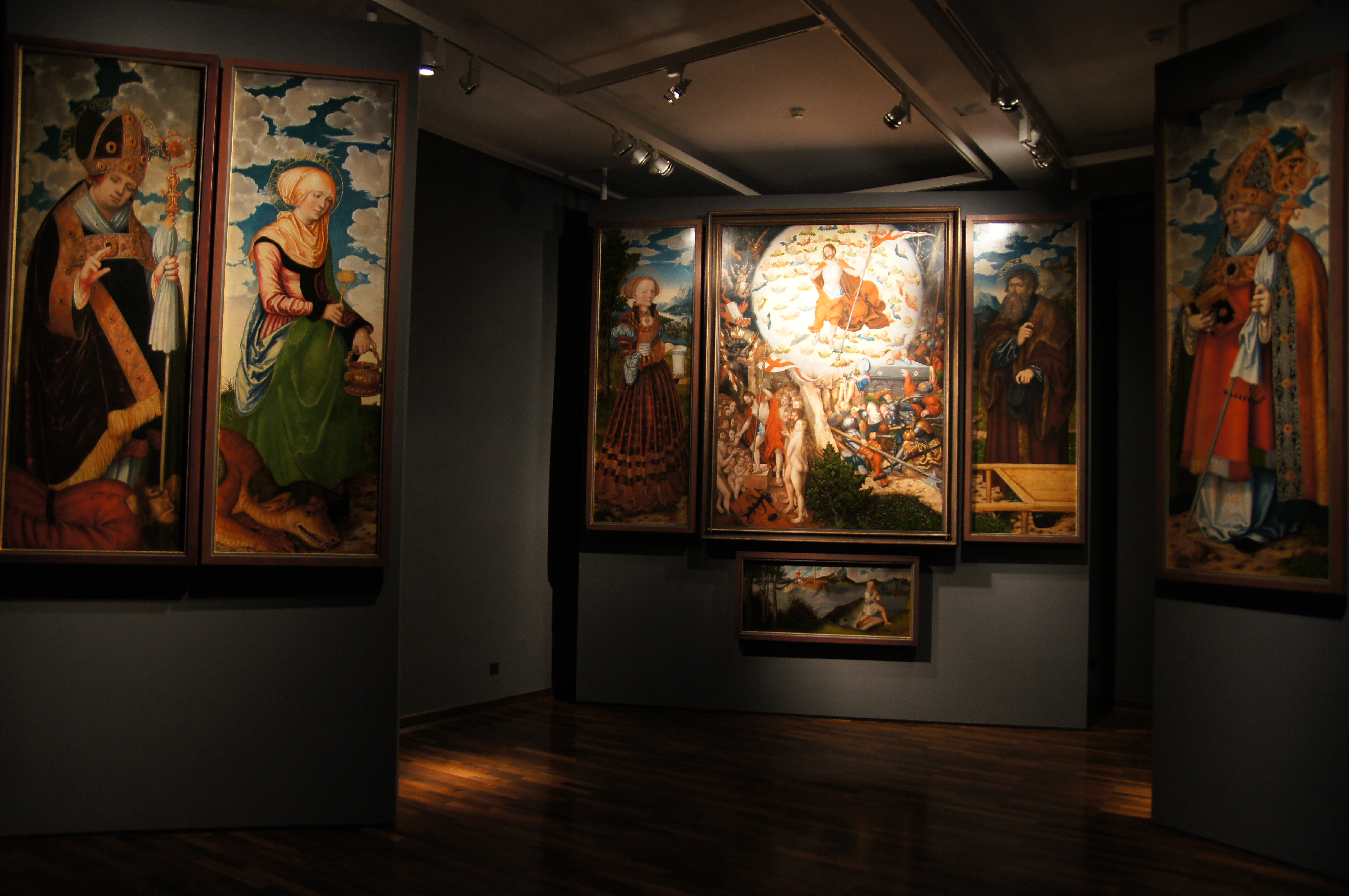